# ويليام هربرت كونور
ويليام هربرت كونور هو سياسي كندي، ولد في 27 مارس 1895 بهاميلتون في كندا. حزبياً، نشط في Co-operative Commonwealth Federation ‏. وقد انتخب عضو برلمان مقاطعة أونتاريو.